# KNM-ER 1470

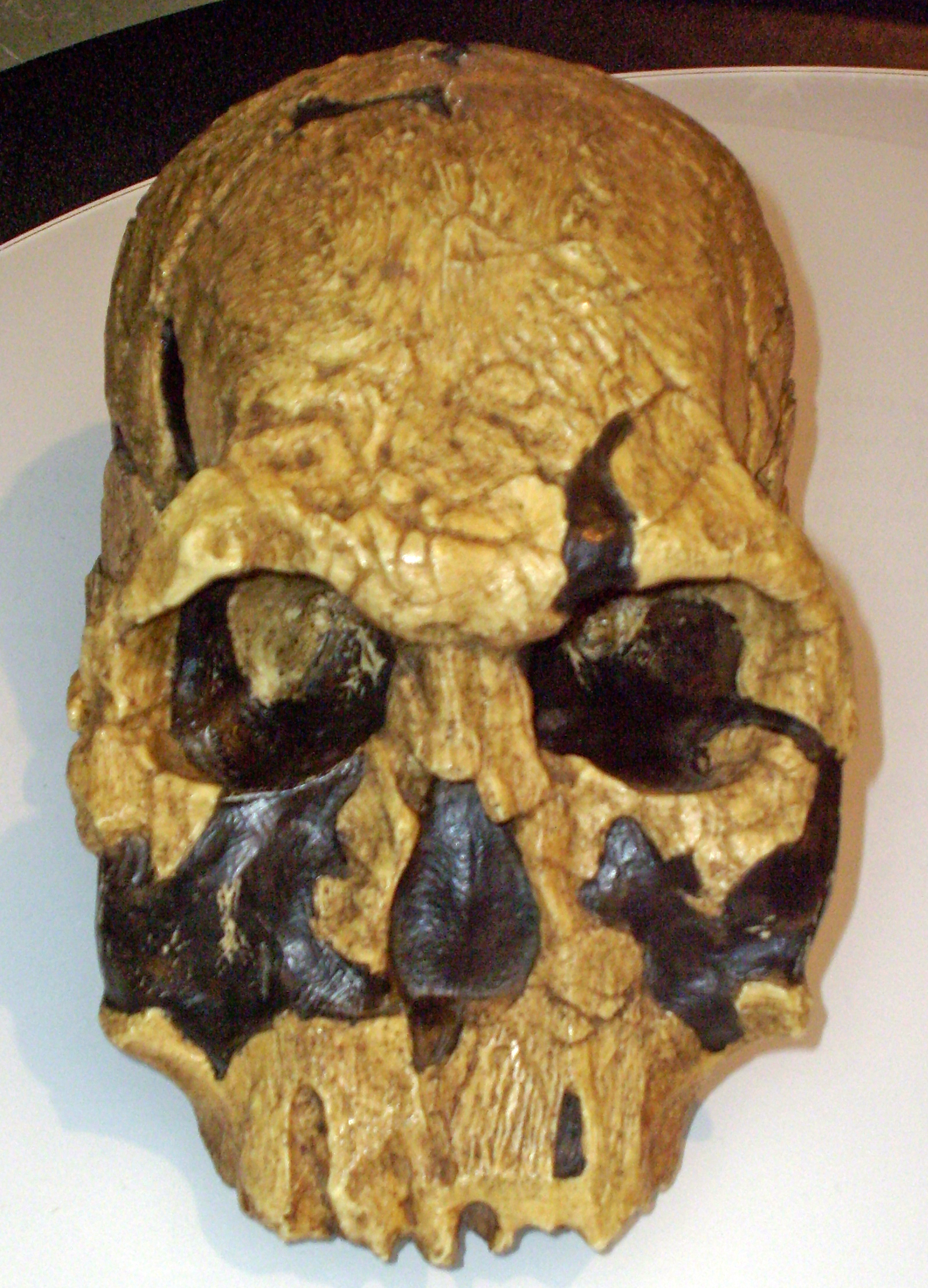
Ricostruzione al Museum of Us di San Diego, Stati Uniti

KNM-ER 1470 è teschio fossilizzato di un ominide della specie Homo rudolfensis, datato a circa 1.9 milioni di anni fa, scoperto a Koobi Fora in Kenia, nel 1972 da Bernard Ngeneo.

## Descrizione
KNM-ER 1470 è un cranio quasi completo, cui mancano alcune parti della parte anteriore. Il cranio presenta tori sopraorbitari relativamente ridotti, e manca di un netto solco sopraorbitario; presenta una moderata costrizione postorbitale, e nessuna evidenza di una cresta sagittale. Nel complesso, il cranio mostra poche indicazioni di potenti inserzioni dei muscoli masticatori. Non è stata recuperata alcuna corona dentale, ma le radici e gli alveoli conservati suggeriscono che gli incisivi e i canini (denti anteriori) erano abbastanza grandi.